# La Junta (Chihuahua)
La Junta è una città ubicata nello stato messicano di Chihuahua, situata ai piedi della Sierra Madre Occidentale. È una frazione del comune di Guerrero, di cui è la località più popolata, superando la sede municipale, Guerrero.

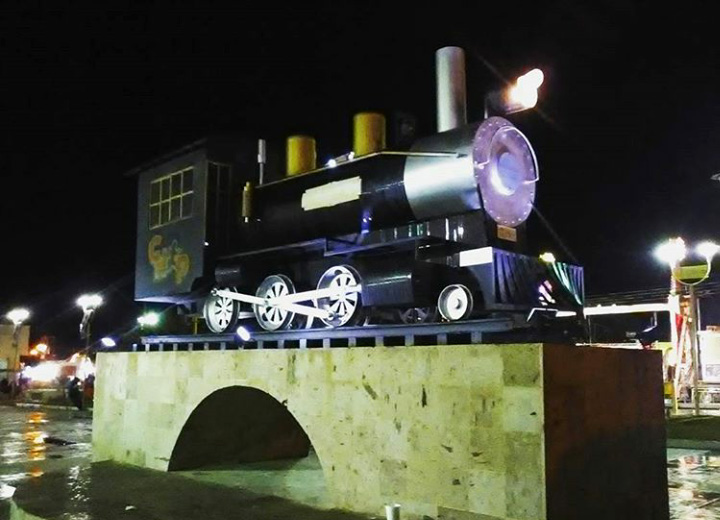
Treno, simbolo de La Junta, Chihuahua

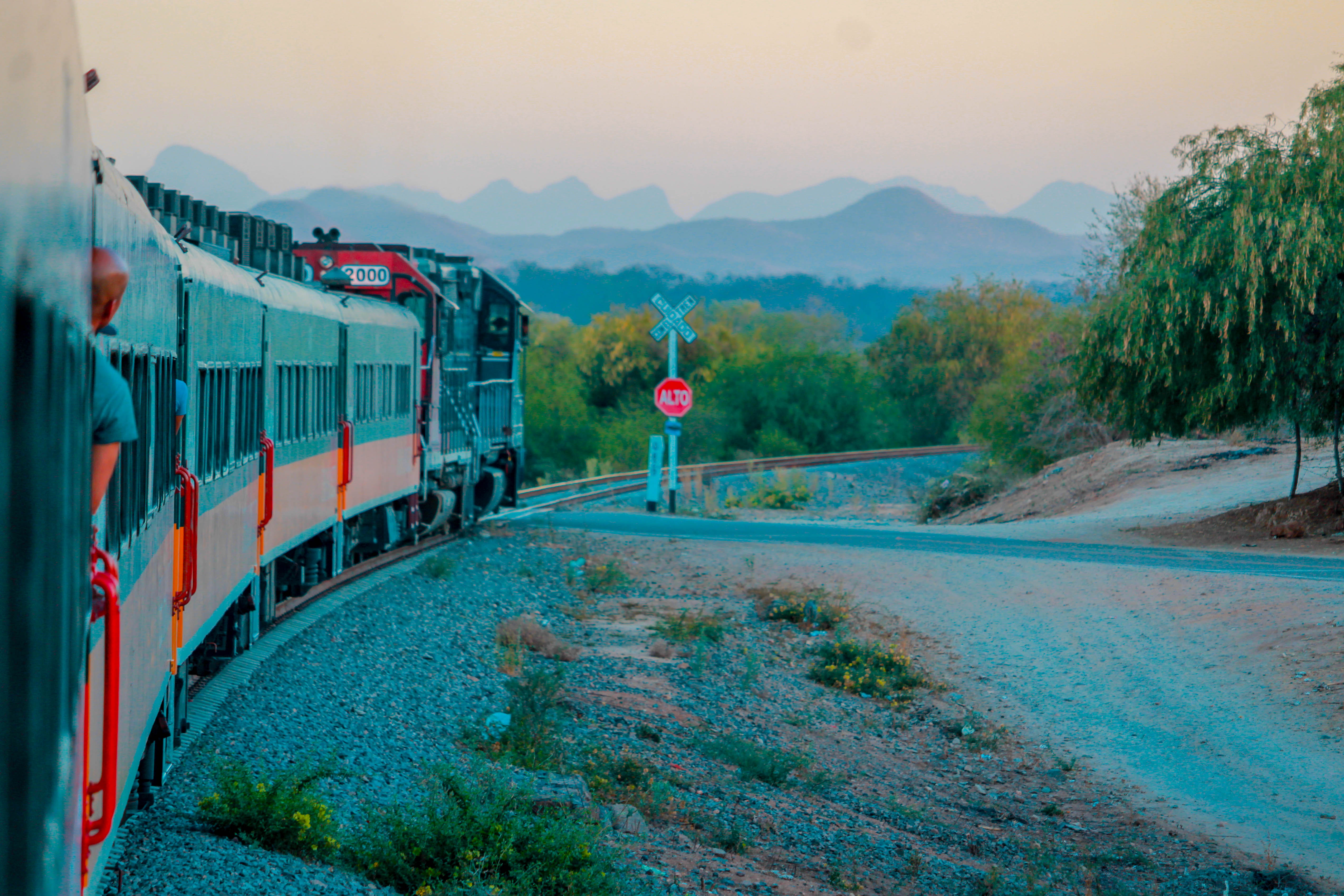
Treno El Chepe passa anche alla stazione di La Junta, Chihuahua

## Storia
Il paese fu fondato il 12 ottobre 1904 durante la costruzione del Ferrocarril Chihuahua al Pacífico, conosciuto anche come El Chepe, all'epoca era un'importante stazione, il nome è dovuto al fatto che era il punto in cui si univano la Chihuahua Pacifico alla Ferrocarril del Noroeste de Mexico, che da La Junta correva a Ciudad Juárez attraverso il nord-ovest dello stato di Chihuahua (oggi chiusa e smantellata). Inoltre, a La Junta, si uniscono la Carretera Federal 16 che da Chihuahua attraversa la Sierra verso Hermosillo e Bahía de Kino, a Sonora, e la Carretera Federal 16 da Chihuahua, che collega Guerrero e Madera passando da La Junta. 
Durante la spedizione punitiva degli Stati Uniti nel territorio messicano, le truppe al comando del generale John J. Pershing si accamparono a La Junta, fu durante questo periodo che il generale Francisco Villa fu ferito a una gamba a Guerrero e si nascose in una grotta della zona. A La Junta, nel 1963, vi fu l'inaugurazione ufficiale della Ferrovia Chihuahua al Pacífico da parte dell'allora presidente del Messico, Adolfo López Mateos, per questo motivo, dal 19 maggio 1965, fu ufficialmente chiamata Estación Lic. Adolfo López Mateos, anche se questo nome non ha mai preso piede. A partire dal 1965 vennero installate le Officine Meccaniche Ferroviarie, che controllavano e riparavano i treni delle due linee, officine chiuse poi nel 2010.

## Amministrazione
La Junta appartiene al municipio di Vicente Guerrero è quindi una sua frazione, anche se, grazie al fatto di trovarsi all'incrocio delle principali strade e di essere stata sede delle Officine Meccaniche Ferroviarie e della stazione ferroviaria, ha fatto si che abbia almeno 1000 abitanti in più del capoluogo. Il sindaco e la giunta comunale hanno sede a Guerrero, c'è una rappresentanza municipale, (Presidencia Seccional Municipal), sulla piazza principale, che fa le veci del municipio, per evitare che gli abitanti debbano spostarsi da una città all'altra per questioni burocratiche. Come nella maggior parte dei comuni del Messico, il sindaco e la giunta comunale vengono eletti ogni tre anni.
La denominazione "La Junta Adolfo López Mateos", non ha mai preso piede ed è stata definitivamente ritirata con decreto dell'11 giugno 2003, chiamandosi nuovamente ufficialmente La Junta, tuttavia il vecchio nome è ancora usato occasionalmente in casi di ricorrenze ufficiali.

## Economia
La chiusura delle Officine Meccaniche Ferroviarie e in generale la diminuzione delle attività ferroviarie, soprattutto nel nord-ovest del Messico, ha colpito in modo significativo La Junta, che è sempre stata una città maggiormente ferroviaria, ma ha mantenuto un'attività economica basata sul transito del turismo diretto verso destinazioni di montagna come Creel, la Barranca del Cobre o le Cascate Basaseachi. Attualmente è una regione che produce mele, un frutto da cui derivano numerosi processi produttivi, che stimola l'attività economica durante tutto l'anno.

## Popolazione
Secondo il Conteggio della popolazione e delle abitazioni 2020 realizzato dall'Instituto Nacional de Estadística y Geografía, la popolazione era di 8400 abitanti, superando il capoluogo Guerrero.
| LOCALITA'                        | ABITANTI |
| La Junta                         | 8 409    |
| Guerrero (capoluogo)             | 7 834    |
| Heroico Pueblo de Tomochi        | 2 872    |
| Basúchil                         | 1 376    |
| Heroico Pueblo de Pascual Orozco | 1 134    |
| Pachera                          | 848      |
| Total Municipio                  | 35 473   |

## Clima
Il clima del La Junta è temperato subumido, le precipitazioni annue sono comprese tra 500 e 600 mm, le nevicate sono frequenti in inverno, e possono superare i 10 cm., le temperature variano molto tra estate e inverno, con valori prossimi ai 35 °C che si registrano in giugno e luglio e in inverno gelate fino a -20 °C, nei medi di dicembre, gennaio e febbraio.
| Mesi                         | Gen. | Feb. | Mar. | Apr. | Magg | Giu. | Lug | Ago. | Set. | Ott. | Nov. | Dic. | Annuale |
| ---------------------------- | ---- | ---- | ---- | ---- | ---- | ---- | --- | ---- | ---- | ---- | ---- | ---- | ------- |
| Temp. max. ass. (°C)         | 27   | 30   | 32   | 33   | 40   | 41   | 40  | 36   | 39   | 38   | 30   | 27   | 41      |
| Temp. max. media (°C)        | 12   | 14   | 18   | 23   | 28   | 32   | 29  | 26   | 26   | 23   | 18   | 13   | 32      |
| Temp. min. media (°C)        | -6   | -3   | -1   | 2    | 6    | 11   | 14  | 12   | 10   | 4    | -1   | -5   | -6      |
| Temp. min. ass. (°C)         | -20  | -15  | -11  | -7   | -3   | -1   | 6   | 4    | -2   | -5   | -15  | -18  | -20     |
| Precipitazioni totale (mm)   | 18   | 12   | 8    | 8    | 19   | 65   | 134 | 148  | 86   | 29   | 16   | 22   | 565     |
| Periodo: 13 de febbraio 2008 |      |      |      |      |      |      |     |      |      |      |      |      |         |

## Luoghi di interesse
Vista la recente fondazione, (1904), non vi sono edifici storici, numerosi edifici in stile coloniale spagnolo, (ma non risalenti a quell'epoca), si trovano in quasi tutto il centro, contraddistinti da spesse mura e tetti in lamiera ondulata, vi sono inoltre i seguenti luoghi:
- Presidencia Seccional Municipal (rappresentanza municipale).
- Plaza Principal con il monumento al treno al centro.
- Monumento al ferrocarril, è situato al centro della piazza.
- Il Faro, è una colonna sormontata da una luce simile ad un faro, al centro di una rotonda.
- Stazione ed ex Officine Meccaniche, oggi in stato di abbandono è ciò che resta delle origini de La Junta
- Museo Ferrocarrillero, unico museo del paese, ripercorre la storia del Ferrocarril Chihuahua al Pacífico e delle Officine Ferroviarie, tramite un modello in scala, fotografie dell'epoca, numerosi reperti e la ricostruzione di un tratto ferroviario in galleria.

## Trasporti
Strade federali: la strada federale 16 collega Divisadero a Chihuahua, passando per Creel e Cuahutemoc, l'Autopista 11D collega La Junta a Vicente Guerrero.
Autobus: due autolinee fanno servizio 5 o 6 volte al girono per Chihuahua, passando per Cuahutemoc, le stesse vanno anche a San Juanto, Creel, Divisadero e San Rafael. Una sola ha partenze 3 o 4 volte al giorno per Madera.
Treno: la stazione si trova sulla linea Chihuahua-Los Mochis, al momento ferma solo il treno passeggeri di classe economica, per/da Chihuahua e Los Mochis due volte la settimana.
Aereo: gli aeroporti più vicini sono: Aeropuerto Regional Barrancas del Cobre, di Creel, inaugurato il 31 gennaio 2024 dista 116 kilometri, ma al momento ha solo voli regionali per Chihuahua tipo aerotaxi. L'altro aeroporto è l'Aeroporto internazionale General Roberto Fierro Villalobos di Chihuahua che dista 170 kilometri.